# Cricotopus politus
Cricotopus politus är en tvåvingeart som först beskrevs av Daniel William Coquillett 1902.  Cricotopus politus ingår i släktet Cricotopus och familjen fjädermyggor. Inga underarter finns listade i Catalogue of Life.